# Баратынский, Пётр Андреевич
Пётр Андреевич Баратынский (Боратынский) (?—1845) — русский военный и государственный деятель, генерал-лейтенант, сенатор, действительный тайный советник.
Младший брат генерал-лейтенанта Абрама Андреевича Баратынского (1767—1810).

## Биография
Происходил из старинного польского шляхетского рода Боратынских. Родился в имении Голощапово Смоленской губернии в семье отставного поручика Андрея Васильевича Баратынского (1738—1813) и его супруги — Авдотьи Матвеевны Яцининой (?—1791). Источники дают различные сведения о годе рождения: 1770 год или 1773 год. Также имеются указания на 1761 год и 1768 год. В записи о смерти в 1845 году указан возраст 80 лет.
В военную службу подпрапорщиком лейб-гвардии Преображенского полка был записан 1 мая 1781 года; а 1 марта 1785 года приступил к службе с назначением в лейб-гвардии Семёновский полк. В 1789 году в составе своего полка был направлен во Фридрихсгам для подкрепления действующей армии, но в боевых действиях против шведов не участвовал. В конце 1789 года по протекции фрейлины Екатерины Ивановны Нелидовой был представлен вместе с братом Абрамом Великому князю Павлу Петровичу и зачислен в его штат.
В 1790 году участвовал в сражении при Савитайпале, а 1 января 1791 года был переведён из гвардии в Кексгольмский пехотный полк с чином капитана и причислен к Морскому кадетскому корпусу для изучения морских наук.
С 8 февраля 1793 года — капитан-лейтенант. Принимал участие в морских кампаниях на Балтийском море.
С 18 декабря 1796 года — майор Морского корпуса, в 1797 году под командой своего брата — генерал-адъютанта Богдана Андреевича Баратынского служил на борту императорской яхты «Эммануил» и участвовал в манёврах Балтийского флота у Красной горки. Затем управлял катером Великих княгинь и в награду за это получил 1 февраля 1798 года от Павла I бриллиантовый перстень и табакерку.
С 1 февраля 1798 года — полковник и 27 января 1800 года за «порядок, найденный при Высочайшем посещении Морского корпуса» награждён алмазными знаками ордена Святой Анны. С 1 февраля 1801 года — генерал-майор.
Во время Отечественной войны 1812 года руководил эвакуацией Морского корпуса и корабельного училища в Свеаборг, а в 1813 году — их возвращением в Санкт-Петербург.
C 13 сентября 1821 года — генерал-лейтенант. С 26 сентября 1821 года — сенатор, присутствующий в 1-м отделении 5-го департамента Сената. С 16 апреля 1841 года — действительный тайный советник.
Женат не был и детей не имел.
Умер 5 (17) ноября 1845 года.

## Награды
- орден Святой Анны 2-й степени (1797; алмазные знаки к ордену — 1800)
- орден Святого Владимира 3-й степени (1813)
- орден Св. Георгия 4-й степени за 25 лет (№ 3320; 12.12.1817).
- орден Святой Анны 1-й степени (1827)
- знак отличия беспорочной службы XXXV лет (1828)
- орден Святого Владимира 2-й степени (31.12.1838)
- знак отличия беспорочной службы XLV лет (1840)

## Память
Портрет генерала, написанный неизвестным художником в 1812 году, находится в Тамбовском областном краеведческом музее.